# 1695 w literaturze
Wydarzenia literackie w 1695 roku.

## Zmarli
- Juana Inés de la Cruz, meksykańska poetka